# Еронин, Василий Алексеевич
Василий Алексеевич Еронин (13 апреля, 1907, Кронштадт, Санкт-Петербургская губерния — 2004) — отличник нефтяной промышленности СССР (трижды — 1945, 1958, 1957), первый главный инженер объединения «Татнефть», первый директор ТатНИИ (1956—1964).

## Биография
Родился 13 апреля 1907 г. в г. Кронштадт в семье кадрового рабочего-сварщика Балтийского судоремонтного завода. За участие в забастовке его отца выслали в Баку, затем семья перебралась в д. Морозовка  (современный Гороховецкий район Владимирской области). В г. Гороховце В. А. Еронин окончил школу 2-й ступени. В 1924 г. семья Ерониных перебралась в г. Грозный, где Василий Алексеевич окончил рабфак и поступил в нефтяной техникум, затем работал шофером в местной автотранспортной конторе.
В 1931 году окончил Грозненский нефтяной институт им. акад. М. Д. Миллионщикова (созданный на базе техникума).
окончил Грозненский нефтяной институт (1931), аспирантуру (1933), кандидат технических наук (1963);
В 1937 году был арестован, но в 1939 году решением Кассационной коллегии Верховного суда СССР освобожден в связи с отсутствием состава преступления и продолжил работу.
В период Великой Отечественной войны продолжал работать в нефтяной промышленности в должности заведующего нефтепромыслом. В 1942 году был назначен главным инженером треста «Октябрьнефть», руководил работами по ликвидации скважин и оборудования. В этот период работал вместе с В. Н. Щелкачевым, вместе они получили разрешение на исследования интерференции скважин на промыслах треста.
В числе заслуг — внедрение новых для своего времени методов разработки нефтяных месторождений путем законтурного и внутриконтурного заводнения, а также организация с нуля Татарского нефтяного НИИ.
Еронин Василий Алексеевич являлся членом пленума краевого бюро Пролетарского студенчества (г. Ростов-на-Дону), членом президиума Грозненского областного бюро ИТС, бюро Грозненского райкома ВКП(б), Ревкомиссии Октябрьского райкома ВКП(б), пленума и бюро Бугульминского горкома КПСС, депутатом Бугульминского горсовета.

## Трудовая деятельность
1926—1928 — помощник шофера областного отдела горнорабочих, шофер ТК
1933—1937 — инженер объединения «Грознефть»
1937—1939 — начальник технического отдела завода «Красный труд» (г. Грозный)
1939—1940 — заведующий промыслом
1940—1942 — главный инженер треста «Октябрьнефть»
1942—1947 — заместитель начальника по добыче нефти, главный инженер объединения «Казахстаннефть» (г. Гурьев)
1947 — управляющий трестом «Ставропольнефть»
1947—1949 — директор треста «Туймазанефть» объединения «Башнефть», где началось освоение крупнейших нефтяных месторождений с помощью законтурного заводнения
В 1949 г. в Татарской АССР было открыто крупнейшее Ромашкинское нефтяное месторождение. Лучшие специалисты направлялись для работы в этом новом нефтедобывающем регионе. Среди них был и В. А. Еронин, который получил назначение на должность главного инженера треста «Татарнефть», вскоре преобразованного в объединение «Татнефть». В этой должности Василию Алексеевичу пригодился опыт, полученный в Казахстане и Башкирии, где заводнение делало первые шаги.
1956—1964 — директор ТатНИИ
1964—1965 — начальник Управления по добыче нефти и нефтяного газа Комитета нефтедобывающей промышленности при Госплане СССР
1965—1970 — руководитель отдела рудничной и термической разработки нефтяных месторождений при Министерстве нефтедобывающей промышленности СССР
1970—1983 — работа во ВНИИОЭНГ;

## Труды
Результаты многолетней работы были обобщены В.А Ерониным в монографии «Эксплуатация системы заводнения пластов», написанной в соавторстве с учеными ТатНИИ и изданной в 1967 г., а также во многих статьях, часть из них была опубликована в журнале «Нефтяное хозяйство». Всего в копилке автора более 40 печатных научных работ (в том числе — 4 монографий, 3 авторских свидетельств и патентов на изобретения).
- Опыт освоения нефтяных месторождений Татарии/ В. А. Еронин, А. И. Кринари. — Казань : Таткнигоиздат, 1959 Архивная копия от 30 ноября 2021 на Wayback Machine
- Эксплуатация системы заводнения пластов, 1967 Архивная копия от 30 ноября 2021 на Wayback Machine
- Поддержание пластового давления на нефтяных месторождениях — Москва : Недра, 1973 Архивная копия от 30 ноября 2021 на Wayback Machine

## Награды
- орден Ленина (1959)
- орден Трудового Красного Знамени (трижды — 1944, 1948, 1954)
- медаль «За доблестный труд в Великой Отечественной войне 1941—1946 гг.» (1946)
- медаль «За оборону Кавказа» (1946)
- медаль «За трудовую доблесть» (1951)